# Bantarwaru (Ligung)
Bantarwaru is een bestuurslaag in het regentschap Majalengka van de provincie West-Java, Indonesië. Bantarwaru telt 3119 inwoners (volkstelling 2010).